# Shit and Shine
Shit and Shine ist ein US-amerikanisches experimentelles Musikprojekt gegründet von Craig Clouse mit wechselnden Musikern aus dem Vereinigten Königreich und den Vereinigten Staaten, welches anfänglich als Noise- und Hard-Electronics-Projekt startete um im Folgenden mittels tanzbarer elektronischer Musik sich weiterzuentwickeln.

## Geschichte
Mit dem Erscheinen des limitierten Debütalbums You're Lucky to Have Friends Like Us im Jahre 2004 initiiert Craig Clouse sein Musikprojekt Shit and Shine, dessen einziges ständiges Mitglied er bis dato ist, als eine auf Lärm basierende, inhaltlich locker strukturierte musikalische Unternehmung.

## Diskografie (Auswahl)

### Alben
- 2004: You're Lucky to Have Friends Like Us (Riot Season)
- 2005: Ladybird (Latitudes)
- 2006: Jealous of Shit and Shine (Riot Season)
- 2006: Toilet Door Tits (Conspiracy Records)
- 2008: Küss mich, Meine Liebe (Load Records)
- 2008: Cherry (Riot Season)
- 2009: 229-2299 Girls Against Shit (Riot Season)
- 2010: SXSW Showcase (Sleeping Giant Glossolalia)
- 2011: Le Grand Larance Prix (Rock Is Hell Records)
- 2012: Jream Baby Jream (Riot Season)
- 2014: Tropical (Gangsigns)
- 2014: Powder Horn (Diagonal)
- 2015: 54 Synth-Brass, 38 Metal Guitar, 65 Cathedral (Rocket Recordings)
- 2015: Everybody's a Fuckin Expert (Editions Mego)
- 2015: Chakin (Astral Spirits)
- 2016: Teardrops (Riot Season)
- 2017: Some People Really Know How to Live (Editions Mego)
- 2017: Musica Lavapiatti (Artetetra)
- 2017: Total $hit! (Diagonal)
- 2018: Bad Vibes (Rocket Recordings)
- 2019: Doing Drugs Selling Drugs (Riot Season)
- 2019: No No No No (OOH-sounds)
- 2020: Goat Yelling Like a Man (Riot Season)
- 2020: Scenic Farm (Rock Is Hell Records)
- 2020: Malibu Liquor Store (Rocket Recordings)

### Singles und EPs
- 2007: Cunts with Roses (Noisestar)
- 2007: Charm and Counter-Charm (For Us Records)
- 2007: Cigarette Sequence (Skulltones)
- 2010: Bass Puppy (Badmaster Records)
- 2011: Shit and Shine / Expensive Shit - Shit Split 7 (Monofonus Press)
- 2012: Gnod / $&$* - Collisions 03 (Rocket Recordings)
- 2012: Gnod / Shit And Shine - Collisions 03 (Rocket Recordings)
- 2013: DIAG004 (Diagonal)
- 2013: Find Out What Happens When People Start Being Polite for a Fucking Change (Gangsigns)
- 2015: The Thing, Shit and Shine - Trost Jukebox Series #4 (Trost Records)
- 2016: Good White Good Green (Heated Heads)
- 2017: That's Enough (Rocket Recordings)
- 2017: Hamburger EP (Gang of Ducks)
- 2018: Very High EP (Diagonal)